# 로테 라이니거
샤를로테 '로테' 라이니거(Charlotte "Lotte" Reiniger, 1899년 6월 2일 독일 베를린 ~ 1981년 6월 19일 데텐하우젠)는 독일의 영화 감독이자, 실루엣 애니메이션의 창시자이다. 로테 라이니거는 일생동안 40개가 넘는 작품들을 그녀가 개척한 실루엣 애니메이션 기법으로 제작하였다. 그녀의 작품들 중 가장 널리 알려진 것은 1926년에 제작된 《아흐메드 왕자 이야기》(Die Geschichte des Prinzen Achmed)로 월트 디즈니보다 12년 전에 다면촬영기법을 이용한 장편 애니메이션 영화이다. 또다른 유명 작품으로는 1935년 2차세계대전을 피해 로마에 거주 중일 때 제작한 《파페가노》(Papageno)가 있다. 라이니거는 다면촬영기법을 세계 최초로 활용한 인물이다.